# Nó de Paramillo

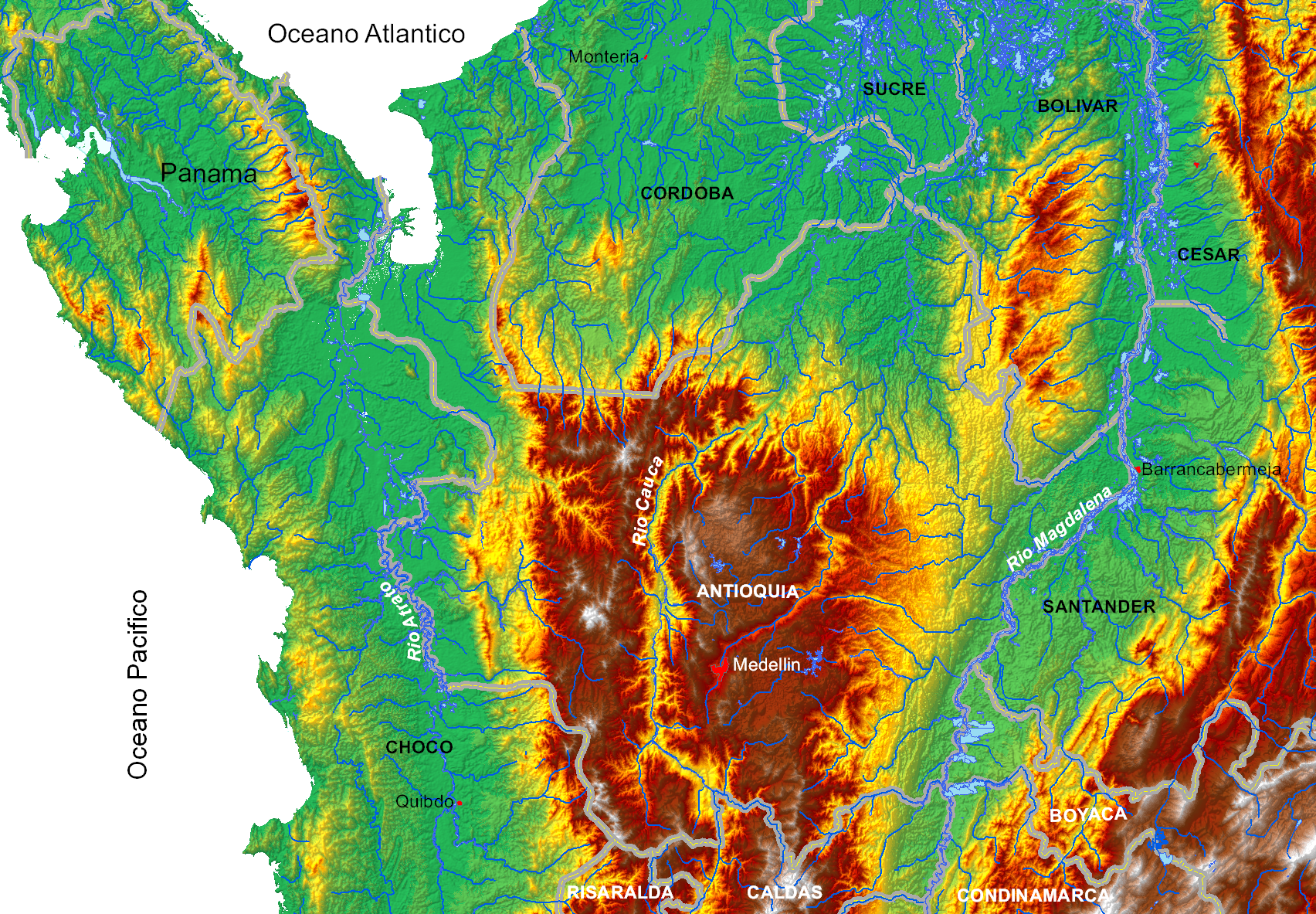
Mapa topográfico de Região do Nó de Paramillo

O Nó de Paramillo (espanhol: Nudo de Paramillo) é um nó orográfico da Cordilheira Ocidental dos Andes colombianos, em áreas montanhosas e selváticas ao sul da costa caribe colombiana, localizado no departamento de Antioquia, chegando a 3.960 m de altitude.[carece de fontes?]

## História
A região é dominada por fazendas de gado e marcada por regimes de desapropriação territorial legais e ilegais. Nesse contexto, o território vem sendo narrado quase exclusivamente em termos das dinâmicas do conflito armado desde a década de 1990.
Os conflitos armados no país foram exacerbados pelas medidas desenvolvimentistas neoliberais do Estado colombiano que marcaram esse período, revelando a luta de classes entre fazendeiros e indígenas Emberás e Katíos, e as disputas de grupos armados como as guerrilhas liberais, o EPL, as AUC e as FARC-EP.

## Geografia
O desmatamento provocado pela pecuária extensiva provocou isolamento de manchas florestais, erosionando e compactando o solo, afetando permanentemente a zona de recarga hídrica da bacia do Rio Verde. 

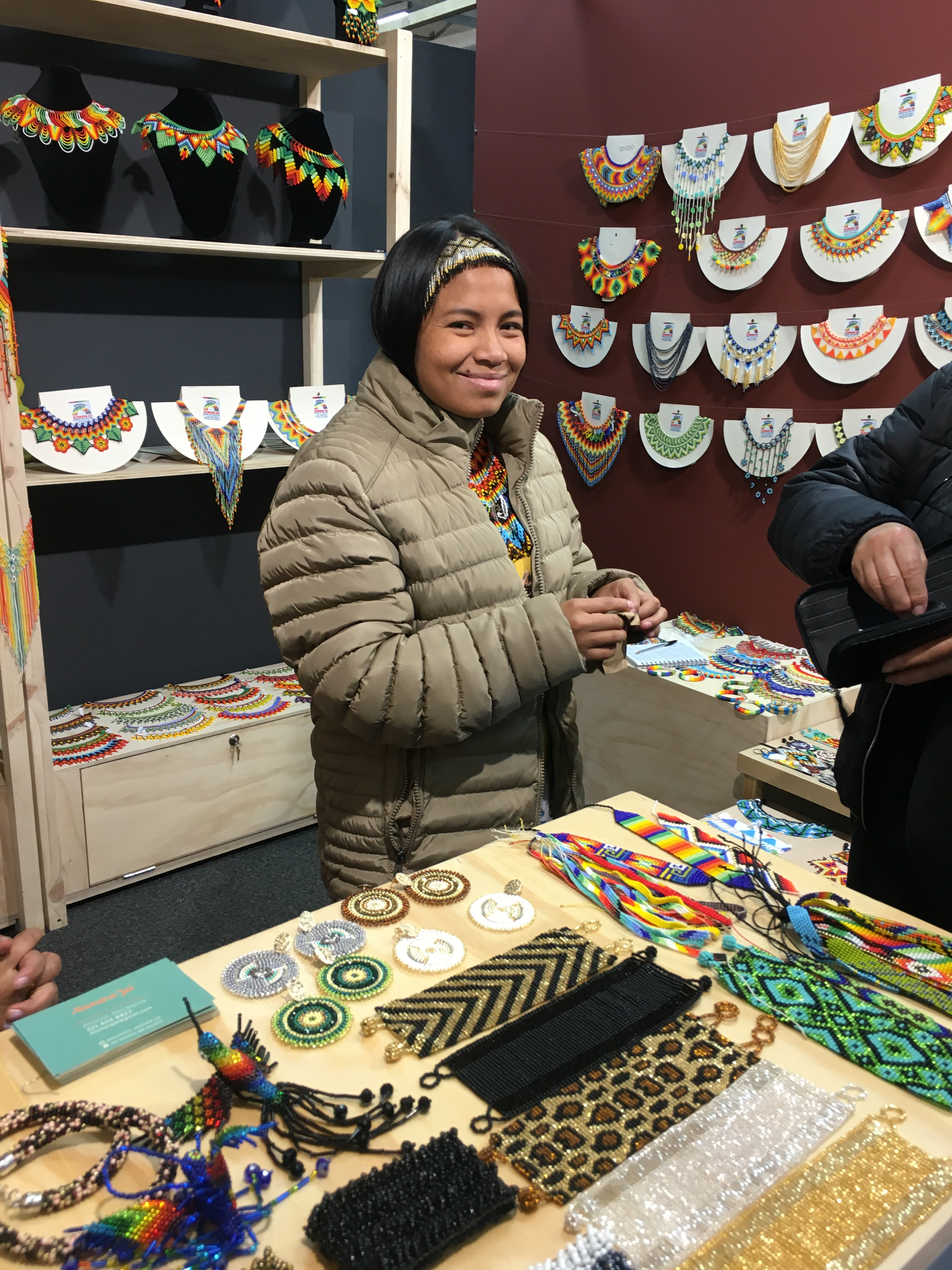
Mulher Emberá.